# Grindelia ventanensis
Grindelia ventanensis,   margarita de la cumbre, es una especie de fanerógama de la familia de las asteráceas.
Presente en roquedales Está amenazada por pérdida de hábitat.

## Descripción
Es un atractivo subarbusto, endémico del sistema de Ventania en la provincia de Buenos Aires. Tiene potencialidad como especie ornamental y para uso industrial. Se reproduce bien de esqueje y de semilla.

## Taxonomía
Grindelia ventanensis fue descrita por Adr.Bartoli & Tortosa  y publicado en Kurtziana 23: 143. 1994.